# Papuodendron hooglandianum
Papuodendron hooglandianum är en malvaväxtart som först beskrevs av André Joseph Guillaume Henri Kostermans, och fick sitt nu gällande namn av Van Borss. Waalk.. Papuodendron hooglandianum ingår i släktet Papuodendron och familjen malvaväxter. Inga underarter finns listade i Catalogue of Life.